# Macrocamptoptera metotarsa
Macrocamptoptera metotarsa är en stekelart som först beskrevs av Girault 1905.  Macrocamptoptera metotarsa ingår i släktet Macrocamptoptera och familjen dvärgsteklar. Inga underarter finns listade i Catalogue of Life.